# 石门坎站 (重庆市)
石门坎站是位于重庆市綦江区安稳镇的一个铁路车站，邮政编码401437。车站建于1959年，有川黔铁路经过该站，现仅办理货运业务，车站及其上下行区间均已电气化。车站距离重庆站168公里，隶属成都铁路局，是四等站。

## 概要
石门坎站站内坡度2.5‰，原设有4条股道，川黔铁路电气化后增加至5条。车站办理除蜜蜂、粮食、牲畜以外的整车货物发到，主要到发品为煤。站内货场面积1240平方米，设有通往重庆市能源投资集团松藻煤矿的专用线。专用线长2千米，建于1958年12月，车辆取送由重庆机务段担当。车站另有一条长865米的专用线通往解放军50457部队，建于1969年:322。